# Grote Prijs van Gouda
De Grote Prijs van Gouda is in Nederland een landelijke poëzie-onderscheiding voor dichters die elk jaar in november in Gouda wordt uitgereikt tijdens het Groot Gouds Stadsdichtersgala. Deelnemers zijn dichters die in hun stad of dorp zijn benoemd of worden beschouwd als stads- of dorpsdichter. Tijdens de editie van 2018 traden acht dichters op; een jaar later namen veertien dichters deel, sinds 2022 zijn het er 30. 
| Jaar | Goud                        | Zilver                      | Brons                                                 | Marianka Peters Persprijs   |
| ---- | --------------------------- | --------------------------- | ----------------------------------------------------- | --------------------------- |
| 2018 | Ruud Broekhuizen (Gouda)    | Marjolein Pieks (Heumen)    | Wietse Hummel (Harderwijk) en Wibo Kosters (Deventer) | niet toegekend              |
| 2019 | Marjolein Pieks (Heumen)    | Roop (Texel)                | Ruud Broekhuizen (Gouda)                              | niet toegekend              |
| 2022 | Yanaika Zomer (Den Helder)  | Jesse Laport (Arnhem)       | Marianne van Velzen (Leiden)                          | Victor R. Meijer (Den Haag) |
| 2023 | Zoë van de Kerkhof (Leiden) | Natasja Bodde (Spijkenisse) | Yanaika Zomer (Den Helder)                            | Larissa Verhoeff (Ede)      |

Het publiek stemt welke zes dichters in de finale komen en bepaalt daarna ook de winnaar. Deelnemers zijn dichters die nog in functie als stads- of dorpsdichters zijn, maar ook oud-stadsdichters. De edities 2018 en 2019 vonden plaats in de Chocoladefabriek in Gouda. De derde en vierde edities in 2022 en 2023 vonden plaats in de Goudse Schouwburg. Tijdens het gala in 2022 werd de Brabantse dichter Rick Terwindt uit Meierijstad door de vakjury uitgeroepen tot de nieuwe Stadsdichter van Leeuwarden; de jury was van mening dat als Leeuwarden zelf geen stadsdichter benoemde, het dan maar als 'statement' vanuit het vakgebied zelf moest komen. In 2023 werd Romy van Dongen uit Waalwijk benoemd tot eilanddichter van het eiland Pampus.  